# طوبال عثمان باشا
طوبال عثمان باشا (بالتركية: Topal Osman Paşa)‏ (وتعني عثمان الأعرج)، هو أحد الصدور العثمانيين. ولد بالمورة، وترعرع في سرايا إسطنبول. في سن السادسة والعشرين ترقى إلى رتبة بكلربك وأرسل في مهمة مع والي مصر. أثناء رحلته، أسره قرصان إسباني بعد معركة أصيب خلالها بجراح في ساقه تركته أعرجًا طوال حياته، وبسببها لقب بالأعرج. اقتيد عبدًا إلى مالطة حيث اشتراه قبطان فرنسي من مرسيليا، وقام هذا الأخير بعلاج جراحه ومن ثم عتقه ورحَّله إلى مصر.
ذاع صيته بعد ذلك في حرب المورة سنة 1715، وارتقى إلى رتبة الصدر الأعظم عام 1731. استطاع بمساعدة الفرنسي بونيفال إدخال النظام الأوروبي في الجيش العثماني. وقد توجت وزارته أيضا بالانتصار على نادر شاه في معركة كوريجان، وباستعادة همذان وطوروس، وبسلام كازبين الذي استعادت الدولة العلية بموجبه إقليم جورجيا من الفرس. أصبح بعد ذلك ضحية دسائس أم السلطان واستبعد من منصبه سنة 1732.
في عام 1733، استُدعي مُجددًا وكلف بإمارة الجيش العثماني في بلاد فارس ضد نادر شاه حيث تم له النصر في معركة سامراء على ضفاف نهر دجلة، الأمر الذي سمح له بتحرير بغداد. لكنه بعد هذا النصر ترك من دون إمدادات من طرف الديوان السلطاني، وهزم في نفس العام قرب كركوك في معركة غير متكافئة، لكنه أثار على نفسه الانسحاب بالرغم من شدة مرضه وتسريح أغلب عساكره، فالتقى الجيشان العثماني والصفوي بقيادة نادر قلي خان الذي عرف فيما بعد بـ«نادر شاه» في سهل ليلان جنوبي شرق كركوك في تشرين الأول 1733م. أحرز العثمانيين بعض الانتصارات، غير أن توغل الخيالة الفرس في عمق الجيش العثماني اضطر طوبال عثمان باشا إلى ترك مكانه ومُحاولته صد الهجوم بنفسه، فكانت النتيجة أن سقط صريعًا في أرض المعركة، واستسلم بقية الجيش العثماني لقوات نادر خان. دُفن طوبال عثمان باشا في مسجد الإمام قاسم بكركوك.